# 123 Investment Managers
123 Investment Managers ou 123 IM (anciennement 123Venture) est une société de gestion fondée en 2001, active dans les domaines du capital investissement et de l’immobilier.

## Historique
La société a été créée en 2001 par Olivier Goy.
Le lancement du premier fonds (FCPR 123Explorer) a eu lieu en 2001, après un premier tour de table réalisé auprès de Partech Ventures.
En 2008, la loi TEPA a permis à 123 Investment Managers de construire des offres permettant une défiscalisation de l'ISF :  cette société propose aux particuliers d'investir dans des PME non cotées, bénéficiant ainsi d'une réduction sur cet impôt ISF s'ils y sont assujettis,. 123 IM a créé également des fonds d'investissements dans l'immobilier et dans le développement d'entreprises. Elle est notamment présente dans l'hôtellerie, les Ehpad, les pharmacies, et, en 2018, a créé un fonds spécialisé dans le domaine sportif (salles de sport, marketing sportif, nutrition, e-sport, etc.). En 2012, elle a mis en place une plate-forme spécifique pour les investisseurs institutionnels.
Le 6 juillet 2022, l'AMF a sanctionné 123 Investment Managers à payer une amende de 200 000 euros pour des manquements à ses obligations professionnelles en matière d'information des épargnants.

## Données économiques
Elle compte plus de 60 000 clients et, en 2018, 1,3 milliard d'euros d'actifs sous gestion.

### Actionnariat
Les actionnaires historiques de la société sont Olivier Goy, Xavier Anthonioz et Richard Allanic. En 2010, la société a effectué une opération d’Owner Buy Out (OBO) permettant de faire rentrer au capital 17 salariés.
En 2014, une nouvelle organisation est mise en place en passant d’un conseil d'administration à un directoire et un conseil de surveillance. À l'issue de cette réorganisation, Xavier Anthonioz prend la présidence du directoire. Olivier Goy devient président du conseil de surveillance d'123 Investment Managers et fonde la société Lendix dont il est le président du directoire.

## Communication

### Identité visuelle

Galerie de logos 123 Investment Managers
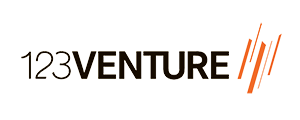
Logo de 2007 à 2011
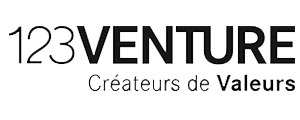
Logo de 2012 à 2016
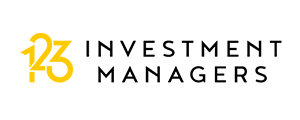
Logo de 2017 à 2022